# Sarsuwela
Durante la época colonial de España en Filipinas fueron frecuentes las representaciones de zarzuelas. Esto haría desarrollarse la llamada zarzuela filipina (en filipino: sarsuwela), que utiliza el idioma tagalo y se caracteriza por su sentido nacionalista. Desde el punto de vista musical presenta una mezcla de influencias que van desde la propia zarzuela española a la opereta, la ópera y el musical estadounidense.
Las sarsuwelas son la versión filipina de las zarzuelas españolas. Como sus homólogos, las zarzuelas filipinas tienen características de la música tradicional. Las sarsuwelas se llaman también dulang inaawitan (piezas con canciones), dulang hinohonian (piezas con música), drama-lírico, y opereta.

## La llegada de las zarzuelas
Las zarzuelas españolas llegaron a las Filipinas en 1879 con unos grupos teatrales de España, que dieron las piezas populares de Madrid en aquellos tiempos. Las primeras zarzuelas presentadas en Filipinas fueron Jugar con Fuego (libreto de Ventura de la Vega y música de Francisco Barbieri) y El barberillo de Lavapiés (libreto de Luis Mariano de Larra y música de Barbieri).
De repente, estas zarzuelas se hicieron populares en las ciudades grandes y pequeñas de las islas. Luego de que las primeras representaciones fueran con todos los actores españoles, más adelante, las zarzuelas se realizaron con un creciente número de actores filipinos. Estos actores filipinos estudiaron con los zarzuelistas españoles y más tarde, fueron capaces de igualar e incluso superar el número de actores españoles en producciones filipinas. Con el tiempo, zarzuelistas como Praxedes 'Yeyeng' Fernández se convirtió en tan popular como sus homólogos españoles.

## La Indigenación
La primera sarsuwela se representó en Manila en el año 1900, y se titulaba Ing Managpo; fue escrita por Mariano Proceso Pabalan.

### Las zarzuelas españolas de Filipinas
Con la popularidad de las zarzuelas, compositores filipinos comenzaron a hacer sus propias obras. Una de las primeras zarzuelas filipinas , que fue escrita todavía como zarzuela, con [z], y de las más populares de aquel tiempo, fue Junto al Pasig, de Dr. José Rizal, el héroe nacional del país.
Esta zarzuela tiene dos versiones musicales. La original es de Blas Echegoyen en 1880. La obra fue escrita después de una solicitación del profesor de Rizal para su asignatura española. La versión original se estrenó en el 8 de diciembre de 1880 para la celebración del Ateneo Municipal de Manila por la fiesta de la Inmaculada Concepción.
En el 19 de julio de 1915, para celebrar el aniversario del nacimiento del Genio de la Raza, otra versión fue compuesta por Manuel Vélez. Este versión es más popular y fue utilizada en la mayoría de sus actuaciones posteriores.
Junto al Pasig, con la obra El Diablo Mundo de Manuel de Val, se utilizó en la inauguración del Teatro Zorrilla, conocida como la "Casa de las Zarzuelas".
La sarsuwela, que estuvo prohibida durante la ocupación japonesa de los años 1940, está hoy en día de moda en Filipinas, como reacción a la excesiva influencia de la cultura norteamericana.